# EB 86D und 87A
Die zweiachsigen Güterzugbegleitwagen nach Musterblatt 86D und 87A mit den Nummern 11334–11363 und 11364–12062 wurden bei den Belgischen Staatsbahnen (EB) ab 1911 in großen Stückzahlen in Dienst gestellt.

## Geschichte
Diese Bauart wurde 1910 von Jean-Baptiste Flamme, dem damaligen Chefingenieur der EB, konstruiert. Im gleichen Jahr entstanden die ersten 30 Exemplare nach Musterblatt 86D und lösten damit die über 20 Jahre gebauten Wagen nach Musterblatt 86A ab. 1912 nahm Flamme einige Verbesserungen an der Konstruktion vor und bis 1925 entstanden 699 Exemplare nach Musterblatt 87A. Die Wagen beider fast identischen Baureihen zusammen wurden später nach dem Konstrukteur mit „Typ Flamme“ bezeichnet.
Ein Exemplar wurde 1913 auf der Weltausstellung in Gent ausgestellt.  1956 existierten noch rund 300 Exemplare, nur 100 erhielten ab 1965 noch UIC-Wagennummern. Die letzten Wagen wurden noch vor 1980 ausrangiert.
Wagen Nr. 11955 ist erhalten und im Besitz des Eisenbahnmuseum Train World in Brüssel.
Der Wagenkasten bestand aus Holz und Stahl und war in drei Abteile unterteilt. Der Zugang zum mittleren Abteil erfolgt von beiden Seiten durch doppelflügelige Schiebetüren. Auf einer Seite dieses Mittelteils, das mit Toilette, Werkzeugkasten und Schrank ausgestattet war, befand sich das Abteil des Zugbegleiters. Es hatte einen erhöhten Boden und eine Beobachtungskuppel, die rund 67 cm über dem Rest des Fahrzeugs lag. Das Abteil verfügte zudem über einen Herd, Sitzbänke und einen Tisch. Es gab auch einen Safe zur Aufbewahrung wertvoller Gegenstände. Das dritte Abteil auf der anderen Seite des Mittelteils war kleiner und für leichte Transportgüter vorgesehen. Bei späteren Serien wurde hier kein eigens abgetrenntes Abteil mehr eingebaut.
Die Wagen waren braun gestrichen und hatten eine weiße Beschriftung.